# راعي هرمس
راعي هرمس او سفر الراعي لهرماس سفر مسيحي من القرن الثاني اعتبره عدة مسيحيين كتابا مهما وقبله بعض آباء الكنيسة القدماء كجزء من الكتاب المقدس. وكانت له أهمية كبيرة في القرنين الثاني والثالث. استشهد به إرينايوس وترتليان كسفر مقدس وكان من ضمن العهد الجديد في المخطوطة السينائية ووضع بين سفر أعمال الرسل وسفر أعمال بولس في قائمة مخطوطة كلارومونتانوس، لكن اعتبره بعض المسيحيين القدماء أبوكريفا.
يتألف الكتاب من خمس رؤى واثني عشر أمرا وعشرة أمثال. يعتمد على التشابيه ويهتم خاصة بالكنيسة فيدعو للتوبة من المعصية التي أضرت بالكنيسة.
كتب السفر في اليونانية في روما وترجم للاتينية. بقي بشكل كامل باللاتينية فقط بينما فقد الخمس الأخير تقريبا من اليونانية.

## الاراء حول سفر
توجد شهادات من القرن الثاني، إذ يستشهد به القديس إيريناؤس والقدّيس إكليمنضس الإسكندري والعلامة أوريجينوس، وينظرون إليه كسفر قانوني إن كتاب "الراعي" لهرماس يُعتبر من أكثر الكتب شهرة إن لم يكن أشهرها جميعًا في الكنيسة المسيحية في القرنين الثاني والثالث وكذلك الرابع. لدرجة جعلت بعض علماء الكتاب يعتقدون أنه موحى به من الله. أدرجت في بعض نسخ العهد الجديد وهي موجودة في المخطوطة السينائية